# Eleições legislativas portuguesas de 1987 no distrito de Bragança
| Eleições legislativas portuguesas de 1987 Distritos: Aveiro \| Beja \| Braga \| Bragança \| Castelo Branco \| Coimbra \| Évora \| Faro \| Guarda \| Leiria \| Lisboa \| Portalegre \| Porto \| Santarém \| Setúbal \| Viana do Castelo \| Vila Real \| Viseu \| Açores \| Madeira \| Estrangeiro |

## Resultados por Concelho
Os resultados nos concelhos do Distrito de Bragança foram os seguintes:

### Alfândega da Fé
| Partido                 | Partido                           | Votos | %               | +/-   |
| ----------------------- | --------------------------------- | ----- | --------------- | ----- |
|                         | Partido Social Democrata          | 2 485 | 58,83 / 100,00  | 16,46 |
|                         | Partido Socialista                | 762   | 18,04 / 100,00  | 2,11  |
|                         | Centro Democrático e Social       | 350   | 8,29 / 100,00   | 6,93  |
|                         | Coligação Democrática Unitária    | 219   | 5,18 / 100,00   | 1,98  |
|                         | Partido da Democracia Cristã      | 67    | 1,59 / 100,00   | 0,34  |
|                         | Partido Renovador Democrático     | 52    | 1,23 / 100,00   | 4,63  |
|                         | Partido Socialista Revolucionário | 46    | 1,09 / 100,00   | 0,21  |
|                         | Outros                            | 99    | 2,36 / 100,00   |       |
| Votos Inválidos         | Votos Inválidos                   | 144   | 3,41 / 100,00   | 0,63  |
| Total                   | Total                             | 4 224 | 100,00 / 100,00 |       |
| Eleitorado/Participação | Eleitorado/Participação           | 6 065 | 69,65 / 100,00  | 1,10  |

### Bragança
| Partido                 | Partido                        | Votos  | %               | +/-   |
| ----------------------- | ------------------------------ | ------ | --------------- | ----- |
|                         | Partido Social Democrata       | 10 992 | 59,39 / 100,00  | 23,24 |
|                         | Partido Socialista             | 4 080  | 22,04 / 100,00  | 3,67  |
|                         | Centro Democrático e Social    | 1 217  | 6,58 / 100,00   | 9,02  |
|                         | Coligação Democrática Unitária | 578    | 3,12 / 100,00   | 2,31  |
|                         | Partido Renovador Democrático  | 284    | 1,53 / 100,00   | 7,55  |
|                         | Partido da Democracia Cristã   | 208    | 1,12 / 100,00   | 0,14  |
|                         | Outros                         | 552    | 2,98 / 100,00   |       |
| Votos Inválidos         | Votos Inválidos                | 598    | 3,23 / 100,00   | 0,51  |
| Total                   | Total                          | 18 509 | 100,00 / 100,00 |       |
| Eleitorado/Participação | Eleitorado/Participação        | 28 526 | 64,88 / 100,00  | 0,26  |

### Carrazeda de Ansiães
| Partido                 | Partido                        | Votos | %               | +/-   |
| ----------------------- | ------------------------------ | ----- | --------------- | ----- |
|                         | Partido Social Democrata       | 3 417 | 60,93 / 100,00  | 20,93 |
|                         | Partido Socialista             | 985   | 17,56 / 100,00  | 1,98  |
|                         | Centro Democrático e Social    | 455   | 8,11 / 100,00   | 9,96  |
|                         | Coligação Democrática Unitária | 146   | 2,60 / 100,00   | 2,28  |
|                         | Partido Renovador Democrático  | 135   | 2,41 / 100,00   | 5,00  |
|                         | Partido da Democracia Cristã   | 84    | 1,50 / 100,00   | 0,42  |
|                         | Outros                         | 178   | 3,18 / 100,00   |       |
| Votos Inválidos         | Votos Inválidos                | 208   | 3,71 / 100,00   | 0,79  |
| Total                   | Total                          | 5 608 | 100,00 / 100,00 |       |
| Eleitorado/Participação | Eleitorado/Participação        | 8 268 | 67,83 / 100,00  | 0,64  |

### Freixo de Espada à Cinta
| Partido                 | Partido                           | Votos | %               | +/-   |
| ----------------------- | --------------------------------- | ----- | --------------- | ----- |
|                         | Partido Social Democrata          | 1 745 | 55,84 / 100,00  | 18,79 |
|                         | Partido Socialista                | 761   | 24,35 / 100,00  | 8,76  |
|                         | Coligação Democrática Unitária    | 162   | 5,18 / 100,00   | 2,52  |
|                         | Centro Democrático e Social       | 127   | 4,06 / 100,00   | 3,25  |
|                         | Partido Comunista (Reconstruído)  | 46    | 1,47 / 100,00   | 0,88  |
|                         | Partido Socialista Revolucionário | 36    | 1,15 / 100,00   | 0,20  |
|                         | Partido Renovador Democrático     | 34    | 1,09 / 100,00   | 5,43  |
|                         | Outros                            | 97    | 3,11 / 100,00   |       |
| Votos Inválidos         | Votos Inválidos                   | 117   | 3,74 / 100,00   | 0,06  |
| Total                   | Total                             | 3 125 | 100,00 / 100,00 |       |
| Eleitorado/Participação | Eleitorado/Participação           | 4 581 | 68,22 / 100,00  | 0,21  |

### Macedo de Cavaleiros
| Partido                 | Partido                        | Votos  | %               | +/-   |
| ----------------------- | ------------------------------ | ------ | --------------- | ----- |
|                         | Partido Social Democrata       | 6 522  | 63,13 / 100,00  | 23,81 |
|                         | Partido Socialista             | 1 622  | 15,70 / 100,00  | 4,18  |
|                         | Centro Democrático e Social    | 1 067  | 10,33 / 100,00  | 12,02 |
|                         | Coligação Democrática Unitária | 261    | 2,53 / 100,00   | 1,45  |
|                         | Partido da Democracia Cristã   | 140    | 1,36 / 100,00   | 0,48  |
|                         | Outros                         | 412    | 3,98 / 100,00   |       |
| Votos Inválidos         | Votos Inválidos                | 307    | 2,97 / 100,00   | 1,19  |
| Total                   | Total                          | 10 331 | 100,00 / 100,00 |       |
| Eleitorado/Participação | Eleitorado/Participação        | 16 177 | 63,86 / 100,00  | 1,45  |

### Miranda do Douro
| Partido                 | Partido                           | Votos | %               | +/-   |
| ----------------------- | --------------------------------- | ----- | --------------- | ----- |
|                         | Partido Social Democrata          | 2 992 | 58,23 / 100,00  | 14,55 |
|                         | Partido Socialista                | 1 182 | 23,01 / 100,00  | 2,32  |
|                         | Centro Democrático e Social       | 302   | 5,88 / 100,00   | 5,20  |
|                         | Coligação Democrática Unitária    | 117   | 2,28 / 100,00   | 1,46  |
|                         | Partido da Democracia Cristã      | 61    | 1,19 / 100,00   | 0,55  |
|                         | Partido Renovador Democrático     | 55    | 1,07 / 100,00   | 4,06  |
|                         | Partido Socialista Revolucionário | 54    | 1,05 / 100,00   | 0,04  |
|                         | Outros                            | 146   | 2,84 / 100,00   |       |
| Votos Inválidos         | Votos Inválidos                   | 229   | 4,46 / 100,00   | 0,58  |
| Total                   | Total                             | 5 138 | 100,00 / 100,00 |       |
| Eleitorado/Participação | Eleitorado/Participação           | 8 102 | 63,42 / 100,00  | 1,21  |

### Mirandela
| Partido                 | Partido                        | Votos  | %               | +/-   |
| ----------------------- | ------------------------------ | ------ | --------------- | ----- |
|                         | Partido Social Democrata       | 8 473  | 58,35 / 100,00  | 20,13 |
|                         | Partido Socialista             | 2 704  | 18,62 / 100,00  | 0,91  |
|                         | Centro Democrático e Social    | 1 422  | 9,79 / 100,00   | 8,63  |
|                         | Coligação Democrática Unitária | 633    | 4,36 / 100,00   | 2,59  |
|                         | Partido Renovador Democrático  | 253    | 1,74 / 100,00   | 7,12  |
|                         | Partido da Democracia Cristã   | 149    | 1,03 / 100,00   | 0,58  |
|                         | Outros                         | 416    | 2,87 / 100,00   |       |
| Votos Inválidos         | Votos Inválidos                | 471    | 3,24 / 100,00   | 0,44  |
| Total                   | Total                          | 14 521 | 100,00 / 100,00 |       |
| Eleitorado/Participação | Eleitorado/Participação        | 22 099 | 65,71 / 100,00  | 1,99  |

### Mogadouro
| Partido                 | Partido                        | Votos  | %               | +/-   |
| ----------------------- | ------------------------------ | ------ | --------------- | ----- |
|                         | Partido Social Democrata       | 5 240  | 68,21 / 100,00  | 20,15 |
|                         | Partido Socialista             | 1 149  | 14,96 / 100,00  | 5,40  |
|                         | Centro Democrático e Social    | 497    | 6,47 / 100,00   | 9,70  |
|                         | Coligação Democrática Unitária | 138    | 1,80 / 100,00   | 1,51  |
|                         | Partido da Democracia Cristã   | 107    | 1,39 / 100,00   | 0,57  |
|                         | Outros                         | 295    | 3,85 / 100,00   |       |
| Votos Inválidos         | Votos Inválidos                | 256    | 3,33 / 100,00   | 0,24  |
| Total                   | Total                          | 7 682  | 100,00 / 100,00 |       |
| Eleitorado/Participação | Eleitorado/Participação        | 11 662 | 65,87 / 100,00  | 0,56  |

### Torre de Moncorvo
| Partido                 | Partido                        | Votos  | %               | +/-   |
| ----------------------- | ------------------------------ | ------ | --------------- | ----- |
|                         | Partido Social Democrata       | 4 191  | 57,32 / 100,00  | 23,72 |
|                         | Partido Socialista             | 1 818  | 24,86 / 100,00  | 5,45  |
|                         | Centro Democrático e Social    | 393    | 5,37 / 100,00   | 9,76  |
|                         | Coligação Democrática Unitária | 261    | 3,57 / 100,00   | 1,87  |
|                         | Outros                         | 376    | 5,14 / 100,00   |       |
| Votos Inválidos         | Votos Inválidos                | 273    | 3,73 / 100,00   | 0,50  |
| Total                   | Total                          | 7 312  | 100,00 / 100,00 |       |
| Eleitorado/Participação | Eleitorado/Participação        | 11 030 | 66,29 / 100,00  | 2,22  |

### Vila Flor
| Partido                 | Partido                        | Votos | %               | +/-   |
| ----------------------- | ------------------------------ | ----- | --------------- | ----- |
|                         | Partido Social Democrata       | 2 899 | 57,76 / 100,00  | 18,45 |
|                         | Partido Socialista             | 933   | 18,59 / 100,00  | 1,00  |
|                         | Centro Democrático e Social    | 448   | 8,93 / 100,00   | 8,78  |
|                         | Coligação Democrática Unitária | 274   | 5,46 / 100,00   | 2,70  |
|                         | Partido Renovador Democrático  | 82    | 1,63 / 100,00   | 5,32  |
|                         | Outros                         | 202   | 4,04 / 100,00   |       |
| Votos Inválidos         | Votos Inválidos                | 181   | 3,60 / 100,00   | 1,16  |
| Total                   | Total                          | 5 019 | 100,00 / 100,00 |       |
| Eleitorado/Participação | Eleitorado/Participação        | 7 473 | 67,16 / 100,00  | 3,80  |

### Vimioso
| Partido                 | Partido                           | Votos | %               | +/-   |
| ----------------------- | --------------------------------- | ----- | --------------- | ----- |
|                         | Partido Social Democrata          | 2 546 | 66,81 / 100,00  | 15,94 |
|                         | Partido Socialista                | 632   | 16,58 / 100,00  | 6,60  |
|                         | Centro Democrático e Social       | 104   | 2,73 / 100,00   | 2,47  |
|                         | Coligação Democrática Unitária    | 61    | 1,60 / 100,00   | 1,43  |
|                         | Partido da Democracia Cristã      | 50    | 1,31 / 100,00   | 0,73  |
|                         | Partido Socialista Revolucionário | 50    | 1,31 / 100,00   | 0,10  |
|                         | União Democrática Popular         | 43    | 1,13 / 100,00   | 0,25  |
|                         | Outros                            | 114   | 2,98 / 100,00   |       |
| Votos Inválidos         | Votos Inválidos                   | 211   | 5,53 / 100,00   | 2,21  |
| Total                   | Total                             | 3 811 | 100,00 / 100,00 |       |
| Eleitorado/Participação | Eleitorado/Participação           | 6 156 | 61,91 / 100,00  | 3,00  |

### Vinhais
| Partido                 | Partido                        | Votos  | %               | +/-   |
| ----------------------- | ------------------------------ | ------ | --------------- | ----- |
|                         | Partido Social Democrata       | 4 911  | 65,18 / 100,00  | 33,80 |
|                         | Partido Socialista             | 1 129  | 14,99 / 100,00  | 7,32  |
|                         | Centro Democrático e Social    | 621    | 8,24 / 100,00   | 17,95 |
|                         | Coligação Democrática Unitária | 176    | 2,34 / 100,00   | 2,19  |
|                         | Partido da Democracia Cristã   | 104    | 1,38 / 100,00   | 0,16  |
|                         | Partido Renovador Democrático  | 75     | 1,00 / 100,00   | 5,33  |
|                         | Outros                         | 262    | 3,48 / 100,00   |       |
| Votos Inválidos         | Votos Inválidos                | 256    | 3,40 / 100,00   | 0,90  |
| Total                   | Total                          | 7 534  | 100,00 / 100,00 |       |
| Eleitorado/Participação | Eleitorado/Participação        | 12 755 | 59,07 / 100,00  | 1,10  |